# 尤寧 (密西西比州)
尤寧（英語：Union）是位於美國密西西比州尼肖巴縣及牛頓縣的城鎮。

## 人口
根據2020年美國人口普查的數據，尤寧的面積為8.87平方千米，皆為陸地。當地共有人口2042人，而人口密度為每平方千米230人。